# Christian Frei
Christian Frei (Schönenwerd, 1959) è un regista e produttore cinematografico svizzero.
Era candidato agli Oscar per il documentario War Photographer ed è considerato come uno dei più famosi e più importanti documentaristi del mondo. Mentre dal 2006 al 2023 Christian Frei è docente di competenza della riflessione all'Università di San Gallo (HSG), mentre dal 2006 al 2009 è presidente della commissione del collegio “documentario” nell'Ufficio federale della cultura, mentre dal 2010 ai 2022 Christian Frei è presidente dell'Accademia del Cinema Svizzero.

## Vita e opera
Christian Frei si è guadagnato fin dall'inizio della sua carriera la reputazione di documentarista attento, capace di circoscrivere perfettamente il proprio soggetto. Rimane vicino ai protagonisti, cogliendone i momenti autentici senza pendere di vista una visione del contesto più ampio.
Nato nel 1959 a Schönenwerd, in Svizzera, studia arti visive al Dipartimento di giornalismo e comunicazione dell'Università di Friburgo, passando poi alla regia nel 1981 con Die Stellvertreterin, il suo primo cortometraggio documentario. Dopo aver firmato a quattro mani Fortfahren con Ivo Kummer, dal 1984 diviene cineasta e produttore indipendente. Realizzerà un altro cortometraggio, Der Radwechsel, prima di passare al lungometraggio con Ricardo, Miriam y Fidel (1997). Il film è un commovente ritratto di un padre cubano e di sua figlia, lacerati tra la fede negli ideali rivoluzionari e il desiderio di emigrare negli Stati Uniti, Christian Frei guarda in modo critico alla società cubana, evitando tuttavia ogni presa di posizione netta.
Nel 2001, War Photographer segna una svolta nella sua carriera di regista. Candidato agli Oscar e vincitore di numerosi premi in tutto il mondo, il film porta Christian Frei all'attenzione internazionale. Per realizzare questo documentario, il cineasta ha seguito per due anni il celebre fotografo di guerra James Nachtwey, uomo timido e riservato, lontano dall'immagine della “testa calda” legata a questo genere di professione. Frei gioca con gli spettatori con grande intelligenza, li mette di fronte all'ambivalenza della fotografia di guerra e al ruolo dei mass media. Il film è un appello alla nostra compassione e sperimenta un avvicinamento documentario alla guerra.
Con The Giant Buddhas, Christian Frei affronta 2005 nuovamente un soggetto a forte contenuto politico in un contesto globale. Un film sul tragico destino delle colossali statue Buddha di Bamiyan distrutte dai talebani in Afghanistan, un documentario di viaggio unico, una ricerca attraverso mille volti fissati nel tempo che separano e uniscono uomini e culture.
Nel 2010 Christian Frei vince il “World Cinema Directing Award” al rinomato Sundance Film Festival per Space Tourists (2009). Il film mette a confronto il mondo dei ricchissimi turisti spaziali con quello dei collezionisti di rottami nel Kazakistan che in condizioni pericolose cercano i pregiati rottami dei missili. Il film è una poetica e spiritosa dichiarazione d'amore alla terra, piena di forti
Nel 2014 Sleepless in New York festeggia la sua prima durante il concorso del festival internazionale del film documentario Visions du Réel. Tre persone che soffrono di pene d'amore parlano del loro dolore di separazione. Gli studi della rinomata antropologa Helen Fisher completano queste riflessioni intime. Fisher analizza i sentimenti romantici nei processi fisiologici del cervello. Anche per questo documentario Christian Frei collabora con il cameraman Peter Indergand. Per questo film loro due hanno realizzato una camera speciale con uno specchio sferico per far vivere la solitudine dei malati d'amore.
Nel 2016 Christian Frei produce Raving Iran della giovane regista Susanne Regina Meures. Il documentario accompagna due DJ iraniani della scena tecno underground a Teheran, rischiando tutto per scappare alla polizia puritana della capitale. Questo documentario si fa notare in alcuni festivals internazionali e riceve numerosi premi, sia della giuria, sia del pubblico.
Il documentario Genesis 2.0 ha celebrato la sua prima mondiale al Sundance Film Festival nel gennaio 2018 e ha ricevuto il “World Cinema Documentary Special Jury Award per la Cinematografia”. Responsabili della cinepresa sono stati il cameraman svizzero Peter Indergand e il cineasta russo e co-regista del film Maxim Arbugaev. Genesis 2.0 segue cacciatori di mammut sul remoto arcipelago delle Isole della Nuova Siberia, nonché ricercatori di DNA e biologi molecolari in Corea del Sud, in Cina e negli Stati Uniti.

## Filmografia parziale

### Regista
- Ricardo, Miriam y Fidel (1997)
- Bollywood im Alpenrausch (2000)
- War Photographer (2001)
- The Giant Buddhas (2005)
- Space Tourists (2009)
- Sleepless in New York (2014)
- Heidi beim Geräuschemacher (2016)
- Genesis 2.0, co-regia di Maxim Arbugaev (2018)

## Premi
War Photographer
- Oscar 2002: nomination migliore documentario
- Premio del cinema svizzero 2002: nomination Miglior documentario
- Docaviv Tel Aviv International Documentary Film Festival: premio principale
- Gregory Foster Peabody Award 2003
- European Documentary Film Festival Oslo 2003: premio Eurodok
- Dokufest Pizren Dokumentary and Short Film Festival 2003: premio principale
- Emmy 2004: nomination per cameraman Peter Indergand

The Giant Buddhas
- Dok Leipzig 2005: Silver Dove
- Dokufest Pizren Dokumentary and Short Film Festival 2006: premio principale ex aequo
- Trento Film Festival 2006: Genziana d'argento
- Sundance Film Festival 2006: nomination Grand Prix Speciale della Giuria (categoria documentario)
- Premio del cinema svizzero 2006: nomination Miglior documentario

Space Tourists
- Beldocs Belgrad 2010: megliora cinepresa
- Berg- und Abenteuerfilmfestival Graz 2010: Grand Prix documantario
- European Documentary Film Festival Oslo 2010: premio Eurodok
- Sundance Film Festival Park City 2010: World Cinema Directing Award
- Premio del cinema svizzero 2010: nomination Miglior documentario
- Cervino Cinemountain 2011: Miglior Grand Prix dei Festival 2011
- The Documentary Channel 2012: premio della giuria “Best of Doc”

Genesis 2.0
- Sundance Film Festival 2018: World Cinema Documentary Special Jury Award per la Cinematografia (Maxim Arbugaev e Peter Indergand)
- Moscow International Film Festival 2018: Premio del publico[12]
- Southern Utah International Documentary Film Festival DocUtah 2018: Migliore film straniero[13]
- Premio del cinema della città di Zurigo 2018: Zürcher Filmpreis[14]
- Festival Cinemambiente 2018: Premio al miglior documentario internazionale
- Premio del cinema svizzero 2019: nomination Meglior documentario
- Budapest International Documentary Film Festival 2019: Premio principale sezione “Naked Truth” [15]